# Laura Migliacci
Laura Migliacci (Roma, 4 luglio 1971) è un'autrice televisiva, attrice e cantante italiana.

## Biografia

### Gli esordi:Non è la Rai
Figlia del paroliere e produttore discografico Franco Migliacci, ha esordito nel 1980 come doppiatrice, lavorando per importanti case di doppiaggio come CDC, CVD, S.A.S., Gruppo Trenta, oggi Pumaisdue. Oltre a questo è stata corista in diverse sigle di cartoni animati prodotte a cavallo tra gli anni settanta ed ottanta. Nel 1983 ha esordito come attrice su Rai 2 dove ha interpretato il ruolo di protagonista, Anna, nel telefilm Anna, Ciro e compagnia.
Dal 1991 al 1995 partecipa alla trasmissione cult Non è la Rai, andata in onda su Canale 5 e Italia 1, diretta da Gianni Boncompagni, per la quale ha scritto e interpretato, diversi brani entrati a far parte delle compilation di Non è la Rai che hanno vinto anche un Disco d'oro. Nell'ambito del programma ha cantato spesso in coppia con Roberta Carrano, incidendo le loro canzoni con la propria voce reale, ma si è esibita anche nel trio delle "Tre Colombelle" composto da lei, Arianna Becchetti e Monia Arizzi, ma in realtà le voci erano delle coriste del programma: Stefania Del Prete, Anna Maria Di Marco e Letizia Mongelli; la voce di Laura è stata sostituita anche da Antonella Tersigni e a turno da tutte le coriste, ma principalmente dalla vocalist Stefania Del Prete, che le prestò la voce nell'esibizione solista in "Margherita" di Riccardo Cocciante durante la gara di canto Serata d'amore per San Valentino, condotta da Gerry Scotti e andata in onda su Canale 5 nel 1992.

### Il debutto in teatro e nel cinema
Terminata l'esperienza televisiva, nel 1995, in teatro, ha interpretato Non ci resta che la TV, scritto e diretto da Clarizio Di Ciaula. Nel 1996/1997 è stata in scena con L'albergo del libero scambio di Georges Feydeau, per la regia di Mario Missiroli. Nel 1995 ha cominciato anche le riprese del film Io no spik inglish, con Paolo Villaggio e Paola Quattrini, per la regia di Carlo Vanzina, nel quale ha interpretato il ruolo di Betta Colombo, ripreso anche nel 1997 nel film, sempre di Carlo Vanzina, Banzai. Nel 1999 ha seguito un corso di scrittura cinematografica Dall'idea allo schermo all'Umbria Film Festival. Nello stesso anno ha scritto e prodotto il cortometraggio Linguine alla puttanesca.

### Esperienze radiofoniche e televisive
Nel 2000 ha iniziato anche l'esperienza di conduttrice radiofonica per una piccola emittente romana, Radio Espansione, conducendo la trasmissione Una volta al giorno di cui era anche autrice; pochi mesi dopo è passata al network Radio 101 conducendo insieme a Stefano Piccirillo la trasmissione 2000 e una notte di cui era anche autrice, occupandosi anche del casting degli ospiti.
L'esperienza con Radio 101, che successivamente ha preso il nome di R101, è durata fino al 2006; nel frattempo si è divisa come autrice e casting artisti tra Radio Kiss Kiss Network e Veronica Hit Radio, dove ha lavorato fino al 2009. Dall'ottobre 2011 è nata la sua collaborazione con Rai Radio 1, dove è ideatrice e autrice del programma Check-in, condotto da Benedicta Boccoli e Paolo Notari, Last Minute, condotto da Arianna Ciampoli, Citofonare Cuccarini, condotto da Lorella Cuccarini e altre trasmissioni dell'emittente. Nel 2005 è stata produttrice artistica e autrice dei testi dell'album Fuori Uno, progetto Disney Club – Rai 2/Disney Channel.
Nel 2002 si è occupata del casting ed è stata aiuto regista di Sergio Japino per Emozioni, il musical che si ispirava alle canzoni di Lucio Battisti, e per il musical Good Morning Betlemme, per la regia di Lorenzo de Feo. Nello stesso anno ha lavorato come consulente per il varietà Carràmba! Che sorpresa, in onda su Rai 1, condotto da Raffaella Carrà. Dal 2005 al 2010 è stata consulente per Domenica in, lavorando per Massimo Giletti, Lorena Bianchetti, Rosanna Lambertucci e Pippo Baudo.
Come autrice, per Rai 1 ha firmato il Prix Italia, Capodanno Reale 2008, premio Persefone, Una notte per Caruso. Su Rai 2, ha firmato Extra Factor, L'isola dei famosi, due edizioni, 2007 e 2008, del Venice Music Awards e Io canto. Ha collaborato ai testi di Alta tensione - Il codice per vincere, condotto da Carlo Conti per Rai 1.

## Consulente

### Rai 1
- 2001/2002 - Carràmba! Che sorpresa, regia di Sergio Japino, condotto da Raffaella Carrà con Teo Mammucari
- 2004 - Emozioni, regia di Duccio Forzano, condotto da Giancarlo Giannini e Giuliana De Sio
- 2005/2006 - Domenica in, regia di Angelo Caserio, condotto da Massimo Giletti
- 2006/2007 - Domenica in, regia di Roberto Croce, condotto da Lorena Bianchetti
- 2007/2008 - Domenica in, regia di Roberto Croce, condotto da Lorena Bianchetti e con Luisa Corna e Rosanna Lambertucci con Più sani più belli
- 2008 - Alta tensione - Il codice per vincere, regia di Maurizio Pagnussat, condotto da Carlo Conti
- 2008 - Incredibile!, regia di Stefano Vicario, condotto da Veronica Maya
- 2008/2009 - Domenica in, regia di Roberto Croce, condotto da Lorena Bianchetti
- 2009/2010 - Domenica in, regia di Stefano Gigli, condotto da Pippo Baudo

### Rai 2
- 2003 - Premio Calcio Manager, condotto da Simona Ventura e Bruno Pizzul
- 2006 - Venice Music Awards, regia di Franco Bianca, condotto da Max Tortora e Natasha Stefanenko

## Promoter
- 2004 - CD Emozioni – Lucio Battisti - Artisti Vari per la Hi-com Music  - in allegato con TV Sorrisi e Canzoni
- 2005 - CD Prendila, Alzala e Girala A51 e Simone Patrizi per la Lab Promotion
- 2008 - CD Signorsi' Rosario Morisco per la Dueffel Music

## Assistente di produzione
- 2002 - Video Party 3 Videofonino H3G per la Esosound su Roma e Milano
- 2003 - Aldair La partita di addio - Roma - Brasile Stadio Olimpico di Roma per la Esosaund
- 2004 - Video Party 3 Videofonino H3G per la Esosound su Roma e Milano

## Filmografia

### Attrice

#### Cinema
- Anna, Ciro e... compagnia (1983), regia di Raffaele Meloni (1983)
- Io no spik inglish, regia di Carlo Vanzina (1995)
- Banzai, regia di Carlo Vanzina (1997)

#### Cortometraggi
- Linguine alla Puttanesca, regia di Andrea Maulà - soggetto e sceneggiatura (1999)

### Autrice

#### Rai 1
- 2007 - Prix Italia, regia di Stefano  Sartini, condotto da Lorena Bianchetti e Luca Ward
- 2007 - Capodanno Reale da Otranto, regia di Franco Bianca, condotto da Alessandro Greco e Elisa Isoardi
- 2009 - Premio Persefone, regia di Walter Croce, condotto da Pino Insegno
- 2009 - Una notte per Caruso, regia di Roberto Croce, condotto da Anna Falchi
- 2010 - Premio Mogol - Le parole più belle, regia di Duccio Forzano, condotto da Fabrizio Frizzi
- 2012 - Festival di Sanremo 2012, regia Stefano Vicario, condotto da Gianni Morandi con Rocco Papaleo (collaboratore ai testi)

#### Rai 2
- 2007 - Venice Music Awards, regia di Franco Bianca, condotto da Francesco Facchinetti e Gaia De Laurentiis
- 2007/2008 - Io canto, regia di Giovanni Caccamo, condotto da Valerio Merola e Perla Pendenza
- 2008 - Venice Music Awards, regia di Franco Bianca, condotto da Amadeus e Manuela Arcuri
- 2010 - Giostra sul 2, regia di Roberto Croce, condotto da Valerio Merola
- 2010 - eXtra Factor, regia di Enrico Rimoldi, condotto da Francesco Facchinetti e Alessandra Barzaghi
- 2010 - X Factor, regia di Egidio Romio, condotto da Francesco Facchinetti
- 2010 - I Love Italy, regia di Sergio Colabona, condotto da Claudio Lippi
- 2011 - L'isola dei famosi, regia di Egidio Romio, condotto da Simona Ventura
- 2011 - Terra delle meraviglie, regia di Manola Romizi, condotto da Federica Peluffo
- 2011 - Star Academy, regia di Duccio Forzano, condotto da Francesco Facchinetti
- 2012 - Battle Dance55, regia di Sabrina Tricarico, condotto da Alessandra Barzaghi

#### Rai ragazzi
Rai YoYo
- 2012-2017 - La posta di YoYo, regia Cristina Bruno, condotto da Carolina Benvenga

Rai Gulp
- 2014 - "Anteprima Junior Eurovision Song Contest", regia Sabrina Busiello, condotto da Antonella Clerici
- 2014 - "Gulp Quiz", regia Tiziana Pellerano, condotto da Nadia Contino e Giorgia Masseroni

#### Odeon TV
- 2007 - Fotomodella dell'Anno 2007, regia di Giuseppe Racioppi, condotto da Pippo Franco e Francesca Rettondini

## Teatro
- 2000/2001 - Emozioni, musical, regia di Sergio Japino - aiuto regia/casting
- 2002 - Good Morning Betlemme, regia di Lorenzo De Feo - aiuto regia

## Discografia
- 2004 – Come Betty Boop - singolo A51 Autrice e produttore artistico / Carosello Records Warner
- 2005 – Fuori Uno - A51 progetto Disney Club – Rai 2/Disney Channel - Autrice e produttore artistico / Carosello Records Warner
- 2005 – Prendila, Alzala, Girala singolo A51 e Simone Patrizi- Autrice e produttore artistico / Carosello Records Warner

### Compilation
- 1993 – Non è la Rai - con la sua voce in: Tutta tua e Tu e mu; doppiata da Antonella Tersigni in: America
- 1993 – Non è la Rai 2 - con la sua voce in: Caldo caldo caldo; doppiata da Letizia Mongelli in: Wooly Bully
- 1993 – Non è la Rai sTREnna - doppiata da Anna Maria Di Marco in: Be My Baby
- 1994 – Non è la Rai estate - con la sua voce in: Il tic (Il ballo dei matti); doppiata da Anna Maria Di Marco e Letizia Mongelli in: Venus
- 1994 – Non è la Rai novanta5 - doppiata da Stefania Del Prete in: Vere amiche
- 1995 – Non è la Rai gran finale - doppiata da Stefania Del Prete in: A Hard Day's Night